# Яманаєво
Ямана́єво (рос. Яманаево, марій. Кумырӱмбал) — присілок у складі Совєтського району Марій Ел, Росія. Входить до складу Вятського сільського поселення.

## Населення
Населення — 41 особа (2010; 53 у 2002).
Національний склад (станом на 2002 рік):
- марі — 94 %